# Morro da Mina
| Morro da Mina                                                                                        | Morro da Mina       |
| --- | ------------------- |
| Morro da Mina, Foto aus Revista Kósmos, 1907 Zentraler Teil des Steinbruchs mit 3 Abbau-Ebenen, 1907 |                     |
| Morro da Mina nordöstlich von Conselheiro Lafaiete, 2019                                             |                     |
| Spurweite:                                                                                           | 600 mm (Schmalspur) |
| |                     |

Der Morro da Mina ist ein 1894 in Betrieb genommenes Manganerz-Bergwerk bei Conselheiro Lafaiete, dem früheren Queluz de Minas im brasilianischen Bundesstaat Minas Gerais.

## Geschichte
Im Bergwerk waren 1907 etwa 150 Arbeiter beschäftigt, sowohl einheimische als auch italienische. Der Steinbruch arbeitete auf mehreren stufenförmigen Abbau-Ebenen. Das Erz aus allen Abbau-Ebenen bestand durchschnittlich aus 50 % metallischem Mangan.
Das Bergwerk ist heute(2019) noch in Betrieb. Es wird von der Firma Rio Doce Manganês, die zu VALE gehört, ausgebeutet, allerdings heute nur noch für den Binnenmarkt.

## Lage
Der höchste Punkt des Bergwerks lag 1907 auf 1114 Metern über dem Meeresspiegel, wobei die Eisenerz-haltige Konturlinie der Lagerstätte eine durchschnittliche Höhe von 1050 Metern ü. d. M. aufwies.

## Mineralien
Das Manganerz enthielt metallische, glänzende, divergierende Schichten von Pyrolusit mit einer Dicke von bis zu 3,7 cm. Das links gezeigte Exemplar von klassischem, sehr reichhaltigen, älteren Material aus der Morro da Mina stammt aus der Dennis-Mullane-Sammlung.
In jüngerer Zeit wurde das Bergwerk bekannt durch Funde von Rhodonit, einem hochwertigen, kirschroten Halbedelstein. Das rechts gezeigte Rhodonit-Stück besteht aus mehreren miteinander verwachsenen Kristallen mit scharfer geometrischer Form. Es ist auf allen Vorder- und Seitenflächen makellos, hat einen leichten Kontakt auf der Rückseite und liegt flach auf einem Sockelabschluss, der leicht kontaktiert und nicht gebrochen ist. Ein Fundstück in dieser Farbe und Form wäre Zehntausende von Dollar wert, wenn es aus alten Funden in Broken Hills stammen würde. Heute gibt es Rhodonit in dieser Qualität zu vergleichsweise erschwinglichen Preisen aus einem neueren Fund.

## Decauville-Bahn
Das Bergwerk betrieb um 1907 eine Decauville-Werksbahn mit einer Spurweite von 600 mm.
Die oberen Abbau-Ebenen wurden mit der handbetriebenen Decauville-Bahn erschlossen und die unterste von Normalspur-Zügen der Estrada de Ferro Central do Brasil.

An den Verlade- und Umladestellen konnten die Normalspurwagen in jeweils 6 bis 8 Minuten mit ca. 40 t beladen werden. Der Transport war so gut organisiert, dass täglich 1000 Tonnen Erz verladen werden konnten.